# Třebíč (zámek)

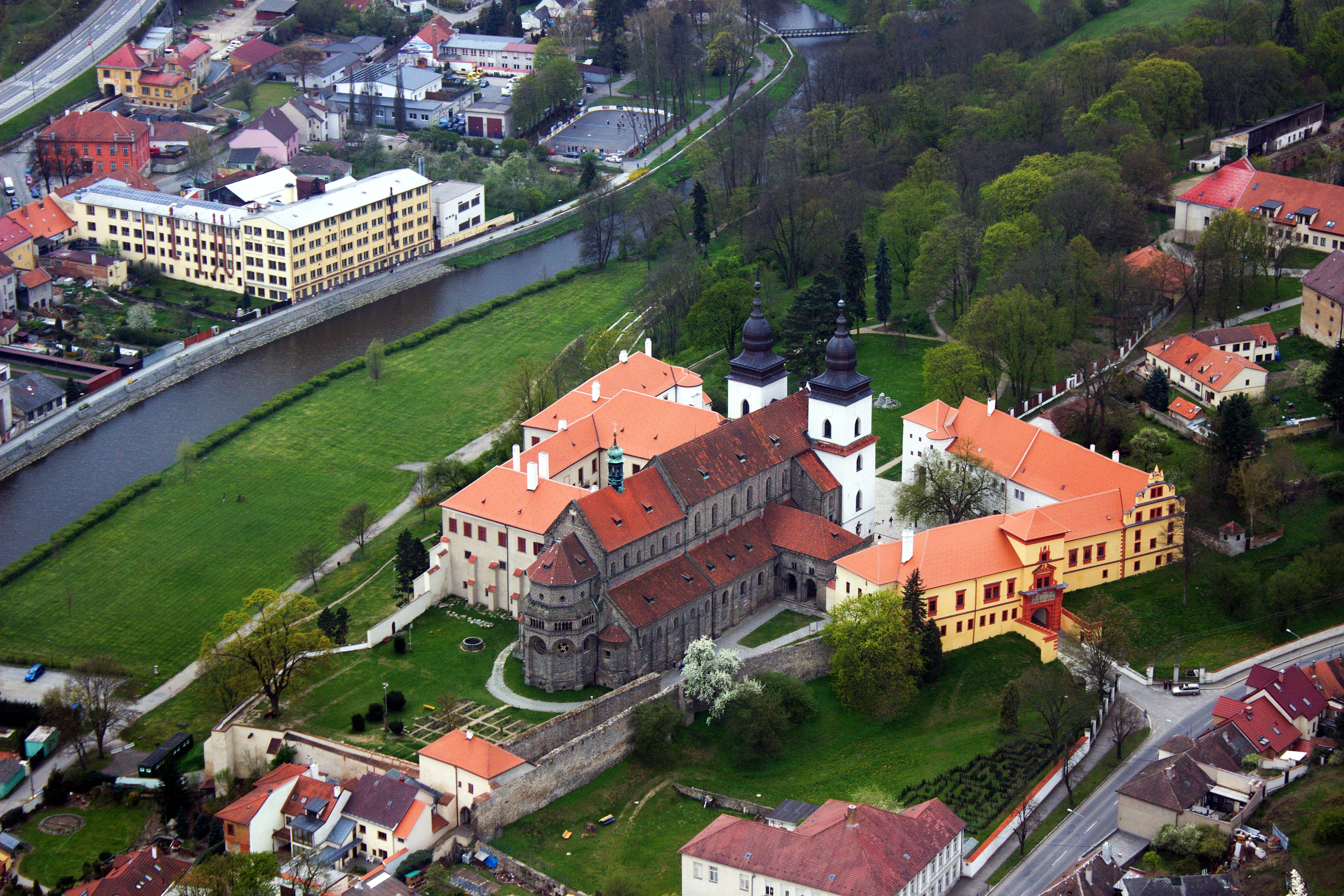
Letecký pohled na areál zámku

Zámek v Třebíči, původně benediktinský klášter v Třebíči je národní kulturní památka v Třebíči-Podklášteří. Vznikl přestavbou původního benediktinského kláštera v průběhu 16. století. Byl sídlem majitelů třebíčského panství. Obnova počatá v roce 1957 upravila podstatnou část zámku pro potřeby Západomoravského muzea (a archivu), od roku 2003 Muzea Vysočiny Třebíč. V roce 2018 byl zapsán na seznam UNESCO, spolu s židovskou čtvrtí, bazilikou a židovským hřbitovem. Rada Kraje Vysočina odsouhlasila memorandum o spolupráci správců třebíčských objektů zapsaných v UNESCO.

## Umístění
Zámek v Třebíči se vypíná ve středu Třebíče, na levém břehu řeky Jihlavy. Od řeky ho dělí podzámecká niva, široká asi 50 metrů a dlouhá přes 300 metrů, ve východní části zastavěná. Hlavní vchod i vjezd je z ulice 9. května. Do areálu zámku se však lze dostat též od jihu z podzámecké nivy, od západu parkem z ulice U Obůrky a od bývalého hospodářského dvora ulicí Nad Zámkem.
V roce 2019 proběhly výzkumy možného využití bývalého zámeckého statku v ulici Nad zámkem.

## Historie

Předpokládaná podoba kláštera kolem roku 1450
1: Rajský dvůr;
2: Bývalá severní brána;
3: Jihovýchodní brána ;

|  | - opevnění                                         |
|  | - obytné prostory                                  |
|  | - hospodářské budovy a opatství                    |
|  | - Bazilika sv. Prokopa, dříve Nanebevzetí P. Marie |

### Počátky kláštera
Třebíčský benediktinský klášter založili roku 1101 Litold Znojemský a Oldřich Brněnský. Stalo se tak v místě, kde se pravděpodobně stýkaly hranice údělů moravského a znojemského; hranice měla vytvářet řeka Jihlava. V tomto jejich společném podniknutí lze spatřovat jednak politický akt (jednota rodu Přemyslovců), jednak si tím budovali památník své knížecí moci. Klášter zřízený u křižovatky dvou starých obchodních cest – rajhradsko-chýnovské (později brněnsko-jihočeskou) a cesty vedoucí z Rakous, jižní Moravy přes Třebíč dál na Kamenici a Polnou a do Čech, na Libici a Chrudimsko – plnil i funkci strážní a obrannou. Klášter vznikl v blízkosti staršího opevněného knížecího dvorce (týna), snad slavníkovského.
Původní klášter z 12. století se nedochoval a ani není známo jeho přesné místo. Začátkem 13. století započala výstavba klášterních budov v dnešním místě. Tou dobou vznikla trojkřídlá budova kláštera společně s kostelem vytvářející Rajský dvůr. Tato stavba je dnes dochována jen zdivem ve sklepích a v přízemí budov zámku, zejména v západním a východním traktu.
Klášter byl ve 13. a 14. století střediskem vzdělanosti v kraji. Svou činnost zde pravděpodobně vyvíjela benediktinská klášterní škola, která laikům dávala základy gramatiky, logiky, rétoriky, aritmetiky, geometrie, astrologie a hudby. Činností kláštera vznikaly ručně psané a malířsky zdobené liturgické a jiné knihy.
Hospodářsky byl klášter zajištěn množstvím obcí v blízkém i vzdálenějším okolí (klášterní statky). Hospodářské postavení kláštera se zhoršovalo od konce 14. století, husitské války tento stav ještě prohloubily. Během nich táborité a sirotci klášter obsadili a drželi v letech 1421–1426.

### Dobytí a zničení kláštera
Významnou postavou dějin kláštera je opat Trojan. Za něho – v polovině 15. století – byl klášter dobudován jako mohutná pevnost. Klášter byl opevněn pásem hradeb, baštami a věžemi. Jedna věž stála na jihovýchodním nároží jihozápadního traktu, další hranolová věž byla postavena v severním vstupním traktu. Další věž, která byla původně vstupní, stála na východě. Věž má i západní křídlo severního vstupního traktu; tato věž je též pozdně gotická. Ve své vrcholné pevnostní podobě měl klášter opevněné předpolí v místě hospodářského dvora, opevněné předhradí se dotýkalo u podklášterského mostu řeky. Soustavu opevnění doplňovaly menší tvrze, z nichž jedna stála na západ od kláštera.
Klášter byl svědkem dobytí města Třebíče uherskými vojsky 14. května 1468 i útočištěm množství uprchlíků i obránců. Další týdny se v něm bránila část českého vojska pod vedením Viktorina, syna Jiřího z Poděbrad, a vojevůdce Václava Vlčka. Viktorinovi se z obležení podařilo uprchnout a probít 6. června 1468 přes Hrádek k táboru svého bratra Jindřicha. Vlček a zbytek obránců klášter vyklidili o devět dní později, 15. června. Klášter byl silně poškozen, kostel vypálen.

### Klášter ve světských rukou

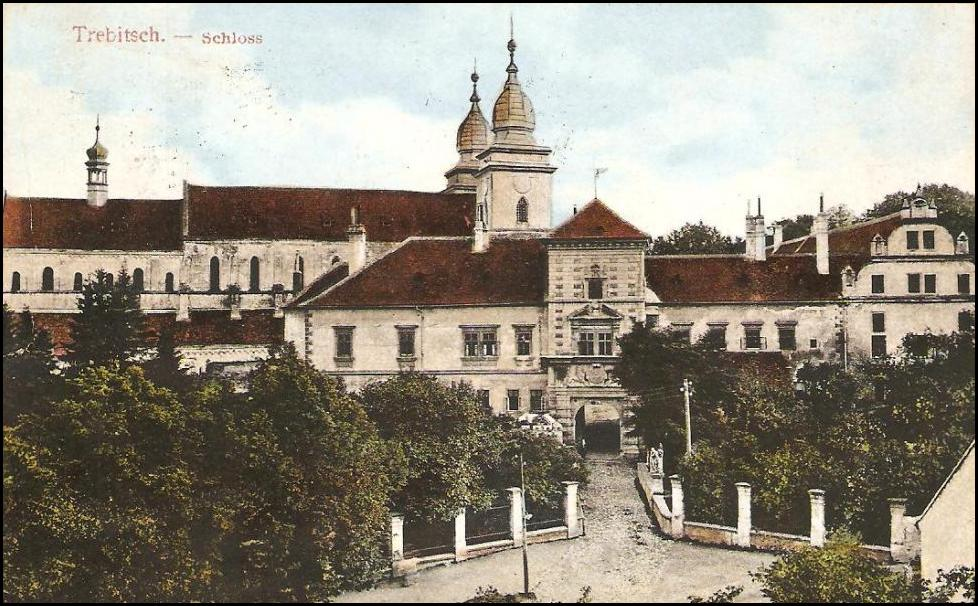
Brána zámku v roce 1915

Klášter, který až do roku 1472 neměl opata, a klášterní zboží dal Matyáš Korvín pánům ze Šternberka jako náhradu za škody, které utrpěli v jeho službách. Ti na klášteře seděli ještě v roce 1479, tedy v době, kdy se už město Třebíč obnovovalo. 10. září 1486 o osudu třebíčského kláštera jednali oba králové: Matyáš Korvín a Vladislav Jagellonský. Klášter měl být vrácen do statu quo ante. O čtyři roky později král Vladislav v Trnavě udělil panu Vilémovi z Pernštejna plnou moc k vyplacení zástavních věřitelů třebíčských statků; klášterní statky tak přešly do světských rukou. Vilém z Pernštejna zastavené statky vykoupil a klášter začal značnými náklady, které si nechával králem uznat (a tedy i zapsat), opravovat. Poslední mnichy z kláštera vyhnal roku 1525 Arkleb Trnavský z Boskovic.
Klášter byl přestavěn na renesanční zámek. Celé jižní křídlo kvadratury bylo pravděpodobně zbouráno a vystavěno nově. Ambit byl upraven do současné podoby. Zrušeno bylo předhradí a v něm vznikl mlýn, upuštěno bylo od obnovy západního předpolí. Další majitelé panství – Osovští z Doubravice – sledovali hodně hospodářské zřetele, a tak došlo k  přeměně baziliky na pivovar (v kryptě byla spilka). Dále vystavěli vysunuté jihozápadní křídlo zámku přistavěné ke starší ohradní zdi, v přízemí mající renesanční dvoulodní halu se čtyřmi žulovými sloupy a křížovou klenbou; v patře byly vybudovány obytné prostory. Osovští dále přistavěli další patro hlavní trojkřídlé budovy. Dále zbudovali severní vstupní trakt a v něm nový hlavní vstup do areálu zámku. Pozdější je i západní křídlo vstupního traktu. Z konce 17. století dále je třípatrový barokní štít obrácený do ulice 9. května. Z původní vstupní věže na východě, která ústila na „sálu kopeček“, se na čas stalo vězení. Přístupová cesta z Žerotínova náměstí k této věži byla zastavěna. V bývalé věži, dnes čp. 163, má sídlo Centrum Adonaj, organizační složka Třebíčské unie křesťanské mládeže.
Hlavní zámecký sál – kamenný sál – vznikl koncem 17. století za Rudolfa Františka Augustina z Valdštejna. Je obdélníkového půdorysu a měl mramorovou podlahu. Znakové a ornamentální rokokové výmalby se sál dočkal v 18. století. Ty byly obnoveny v letech 1959–1960 a od té doby sál opět slouží účelu, kterému často sloužil i v minulosti, v době před vybudováním Národního domu ve městě: příležitostným shromážděním, např. slavnostním zasedáním zastupitelstva, předáváním maturitních vysvědčení, koncertům vážné hudby a podobným kulturním a společenským událostem.
Posledním waldštejnským majitelem zámku byl od roku 1932 Emanuel hrabě Waldstein-Wartenberg (1911–1979). Zámek a jeho příslušenství byly konfiskovány. Roku 1945 zámek spravoval Národní pozemkový fond a od roku 1946 místní národní výbor v Třebíči. Své prostory v zámku po důkladných stavebních úpravách našlo Západomoravské muzeum (1953), dnes Muzeum Vysočiny Třebíč.
V letech 2011 a 2012 proběhla rekonstrukce prostor zámku a zámeckého parku. Byly zrekonstruovány interiéry Muzea Vysočiny, zámecký park, kašna a barokní most. V rámci rekonstrukce investované krajem Vysočina došlo také k otevření nových expozic (Svět neživé přírody; Svět portálů a bran; Valdštejnové na Třebíči; Lidé. Místa. Osudy). Celkové náklady rekonstrukce dosáhly 91 milionů Kč, na investici se podílel i Regionální operační program NUTS 2 Jihovýchod. V červnu 2016 začala oprava zámecké ledárny a zámeckého příkopu. Součástí úprav je i vybudování mlatové cesty, která propojí stávající cestu ze Žerotínova náměstí směrem do zámeckého příkopu kolem torza hradeb. Cesta byla propojena i na můstek z ulice 9. května. Opraveny budou i opěrné stěny a úpravy sadů v zámeckém příkopu. V zámecké ledárně došlo k opravám oblázkové podlahy a klenutého stropu, dojde také k instalaci vzduchotechniky, osvětlení a také zabezpečení. V ledárně jsou vystaveny kamenné prvky nalezené při předchozí rekonstrukci zámku. Stavební úpravy měly skočit 16. září a jejich očekávaná cena je 5 milionů Kč. Otevřena byla v dubnu 2017.
Na podzim roku 2016 ČR zpracovává aktualizaci územních podkladů okolo prostor památek UNESCO. Od roku 2018 zařazen celý komplex zámku a kláštera mezi památky UNESCO. Dne 22. dubna 2017 bude otevřena budova zámecké ledárny, která je umístěna v zámeckém příkopu, nově je také upravena přístupová cesta bývalým zámeckým příkopem. V roce 2017 také vichřice zlomila strom na zámecké zahradě.
Dne 28. září 2017 bylo otevřeno zábavní centrum pro děti v bývalé sýpce u třebíčského zámku. Oprava sýpky vyšla na 18 milionů korun. Nedaleko sýpky chce společnost Ifre, jež je investorem rodinného centra, postavit dva bytové domy s celkem 32 byty. Zábavní centrum bylo pojmenováno Labyrint, součástí je labyrint, který se nachází ve čtyřech patrech budovy.
Roku 2019 byla v areálu třebíčského zámku připravena ve spolupráci s Turistickým informačním centrem v areálu zámku nová prohlídková trasa pod názvem Příběh benediktinského opatství. Prochází okolím zámku, přes zahrady, příkop a kolem Baziliky.

Zámek po rekonstrukci
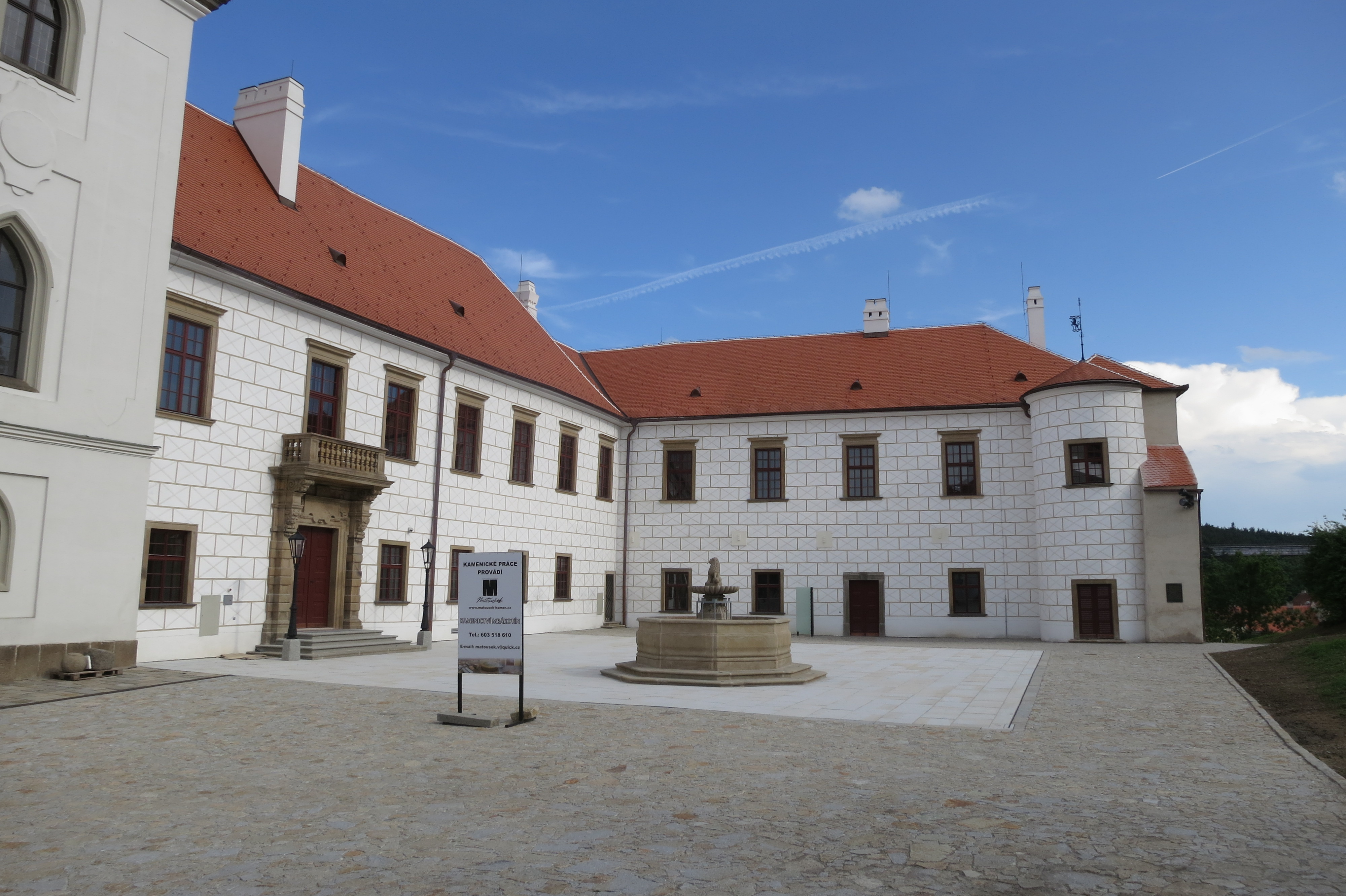
Pohled na nádvoří zámku s rekonstruovanými prostory
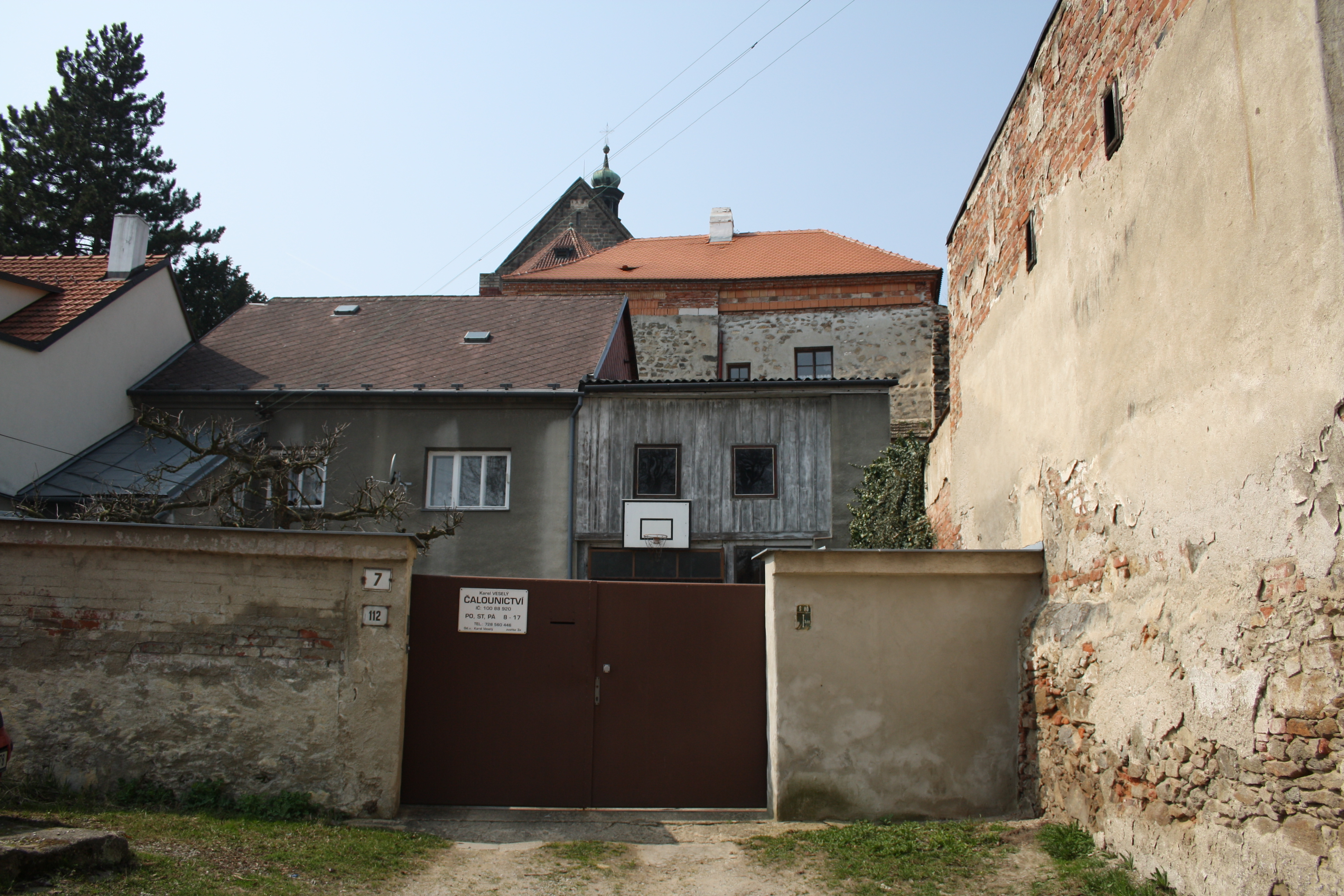
Budova v pozadí – dnes obnovená jihovýchodní brána
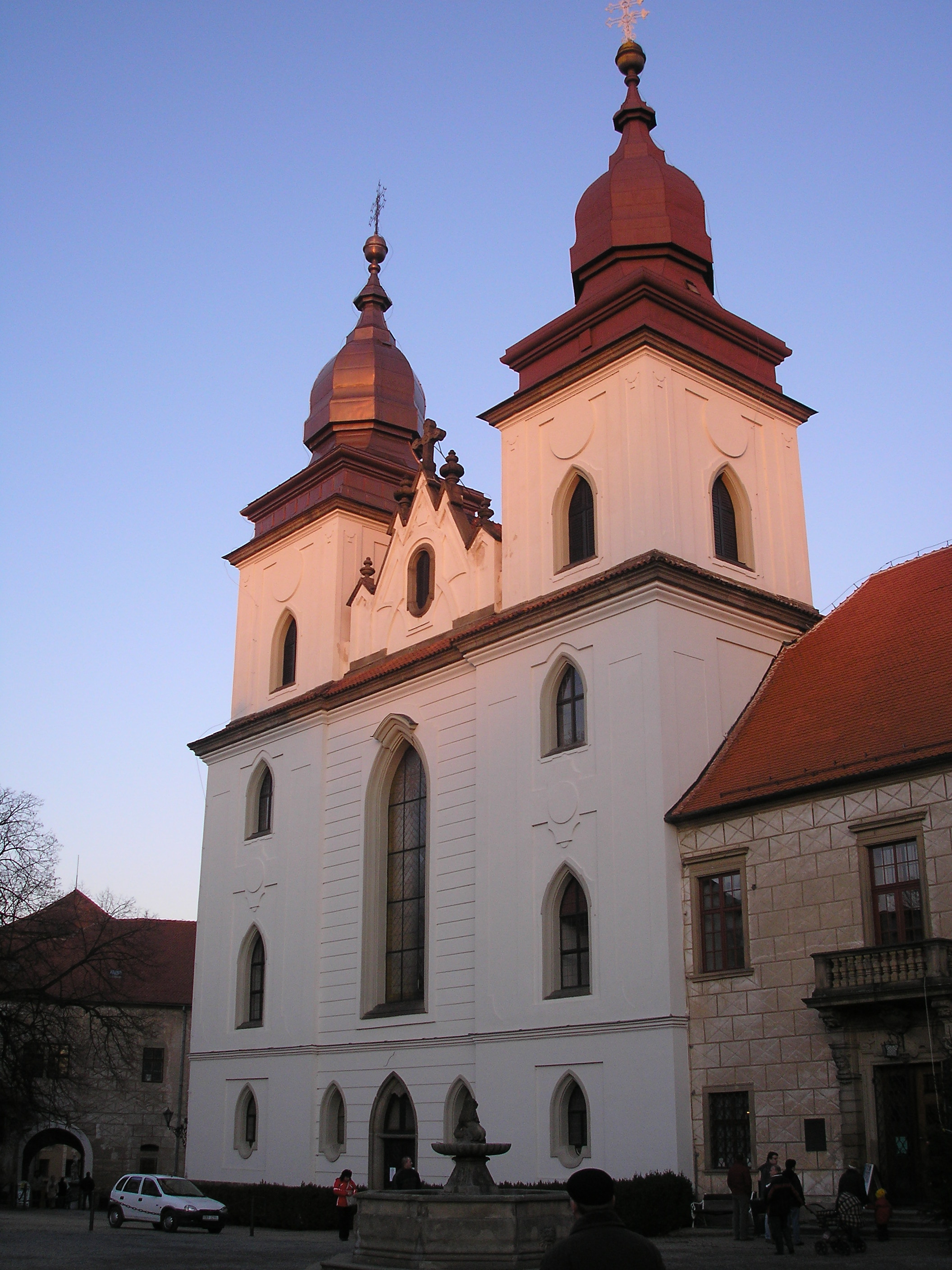
Nové, barokní západní průčelí baziliky a hlavní vstup do zámku
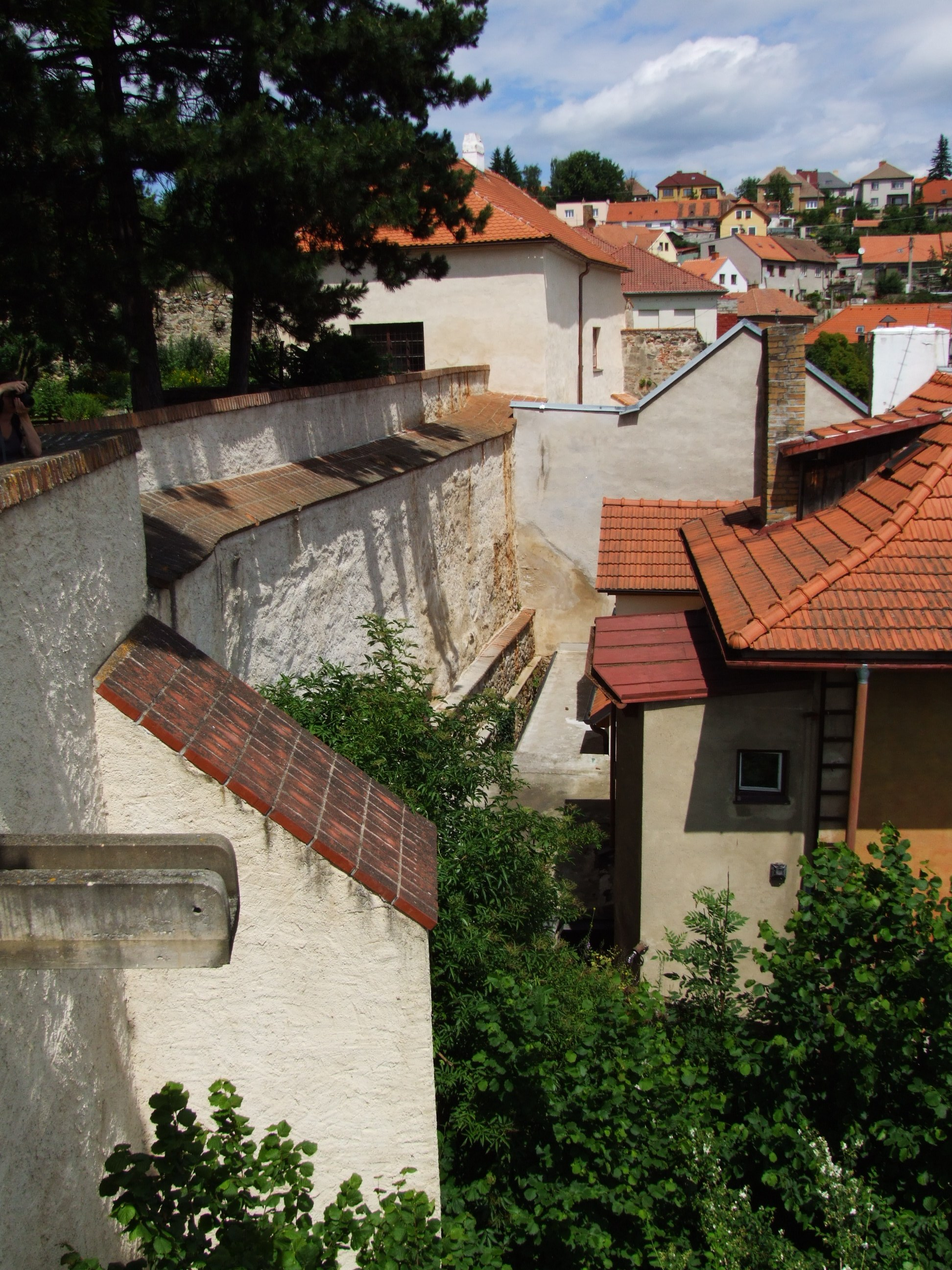
Hradby zámku

Zámek za podzimního večera
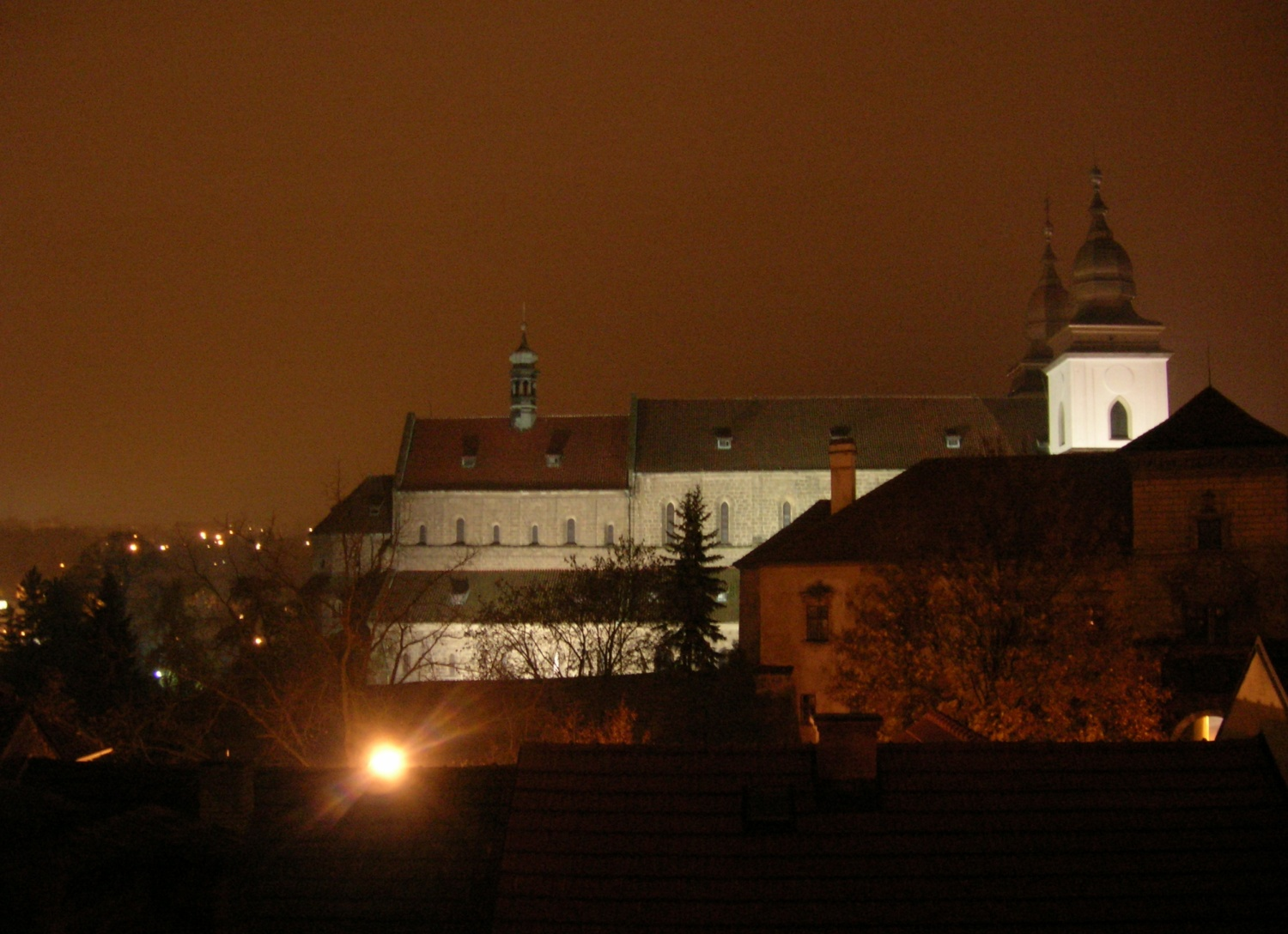
Pohled od severu z Barborky
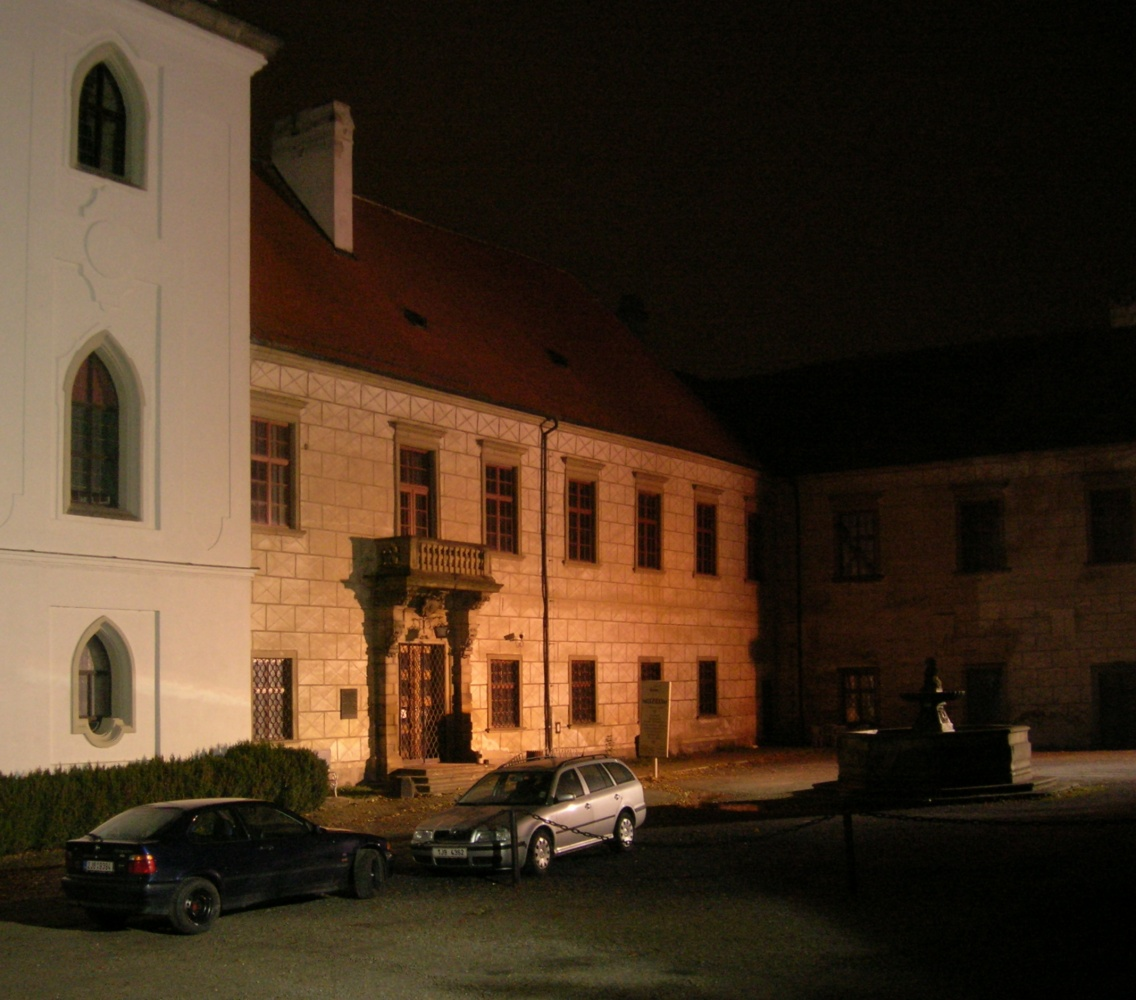
Nádvoří s kašnou a hlavním vchodem
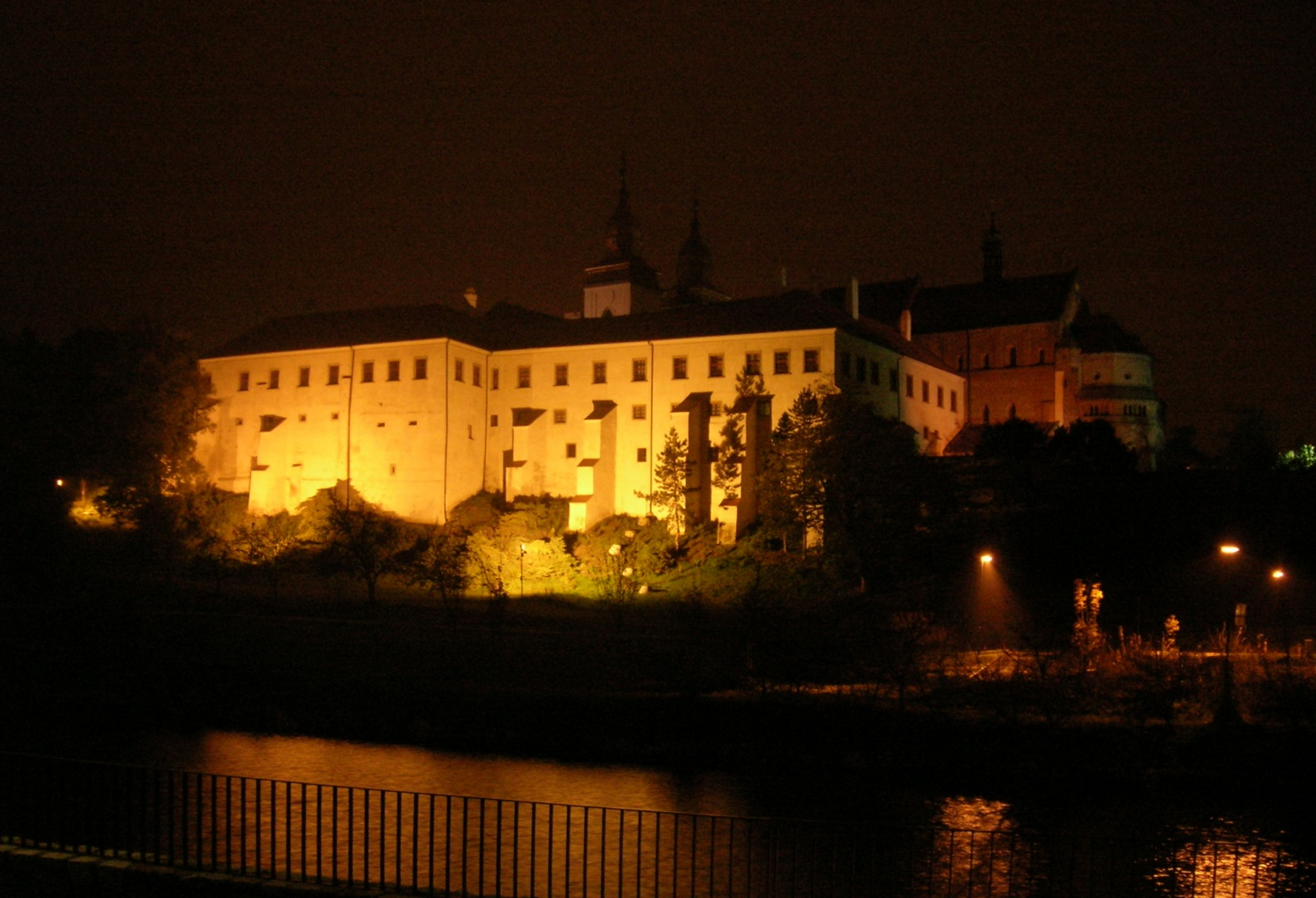
Pohled ze Svojsíkova nábřeží

## Zámecký park
Zámecký park se nachází v těsné blízkosti zámku východně od budov zámku.
V roce 2008 převzalo město Třebíč zámecký park do svého majetku, původní návrh pochází z roku 2010 a počítal s vystavěním kavárny a fontány. Ten se neuskuteční, bude potřeba obnovit stromový porost. Budou také obnoveny cesty v parku a osvětlení a umístěny lavičky a drobné vodní prvky. Historicky byla součástí parku i lávka přes rokli, která vedla k odpočívce v podobě houby, které se říkalo Paraple.
V letech 2011 a 2012 proběhla rekonstrukce prostor zámku a zámeckého parku. Byly zrekonstruovány interiéry Muzea Vysočiny, zámecký park, kašna a barokní most. V roce 2019 byla připravena revitalizace zámeckého parku, mělo by přibýt osvětlení, mobiliář, měly by být připraveny schody do řeky z podzámecké nivy a upraveny cesty. V roce 2022 bylo oznámeno, že rekonstrukce parku by se měla uskutečnit v roce 2024, k tomu došlo, v letech 2018 a 2022 byly aktualizována počty a stavy jednotlivých dřevin v parku a bylo pokáceno 64 stromů z 543, 3 solitérní keře z 32 a 6 skupin keřů z 62. Nově bylo vysázeno 20 stromů a 72 keřů a osázeny nové záhony 3000 cibulovinami. První etapa úprav zámeckého parku proběhla od července do listopadu roku 2024. Upravena byla část parku u zámku směrem k tzv. Obůrce. Při první etapě byly opraveny hlavně cesty v parku. V roce 2025 byly postaveny schody spojující Polanku a Nehradov.
Sousoší Stigmata času u vstupu do parku se nebude stěhovat, byť sochu chtěli přesunout ze zámeckého parku radní města již v roce 2011, ale nedostali svolení autora Jana Šimka.

## Podzámecká niva

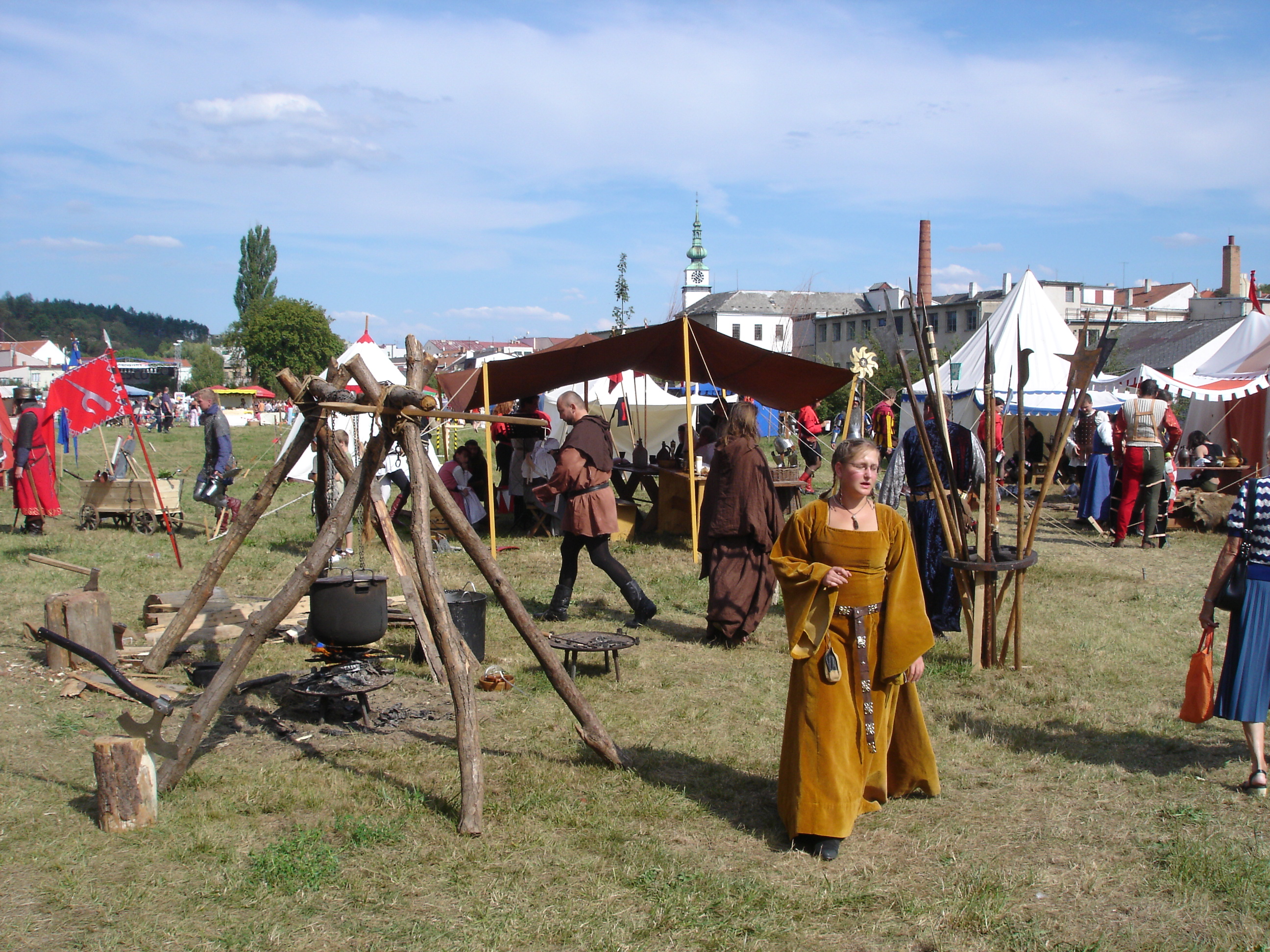
Ze středověkých slavností na podzámecké nivě

Podzámecká niva, resp. panská louka jako luka mezi zámkem a řekou, pozbyla své hospodářské využití a slouží společenským akcím, pravidelně například hudebnímu festivalu Zámostí nebo středověkým slavnostem zápisu města Třebíče do Seznamu světového dědictví UNESCO.
O podzámecké nivě se traduje, že ji kdysi od zámku oddělovalo koryto náhonu podklášterského mlýna; to se táhlo od skály těsně podél svahu, na němž stojí zámek. Vybudováním tohoto náhonu vznikl ostrůvek, který si rozdělili obyvatelé Stařečky a měli ho za luka. Později jim toto počítání vrchnost zapověděla a od té doby se nivě říkalo též Plakánek.
Vedle toho byly v letech 1923–1925 na nivě zřízeny studny pro zásobování pivovaru vodou; trubky vedly potrubím pod řekou. V roce 1936 vyrostly na nivě tenisové kurty a o čtyři roky později v západní části louky též zahradnictví, na něž upomínají do dnešní doby terasy. Mezi zahradnictvím a kurty byly výběhy pro jezdecké koně.
V roce 2023 byla postavena nová budova s toaletami, spolu s ní byla postavena budova zázemí pro tenisové kurty TJ Třebíč, které jsou také na podzámecké nivě.
V roce 2025 byla Podzámecká niva rekonstruována, neboť je součástí zámeckého parku, který prochází rekonstrukcí již několik let. Během roku byly upraveny svahy pod zámkem nebo kaskády na břehu řeky.

## Opati kláštera
Neúplný seznam:
- Cuno (první opat)
- Vojtěch
- Naděj (po 1160)
- 13. století Arnold z Porýní
- 1473 Tiburtius (poslední opat)
- 1884 profes rajhradský a titulární opat třebíčský P. Beda Fr. Dudík OSB († 18. ledna 1890 Rajhrad)